# Zabór rosyjski

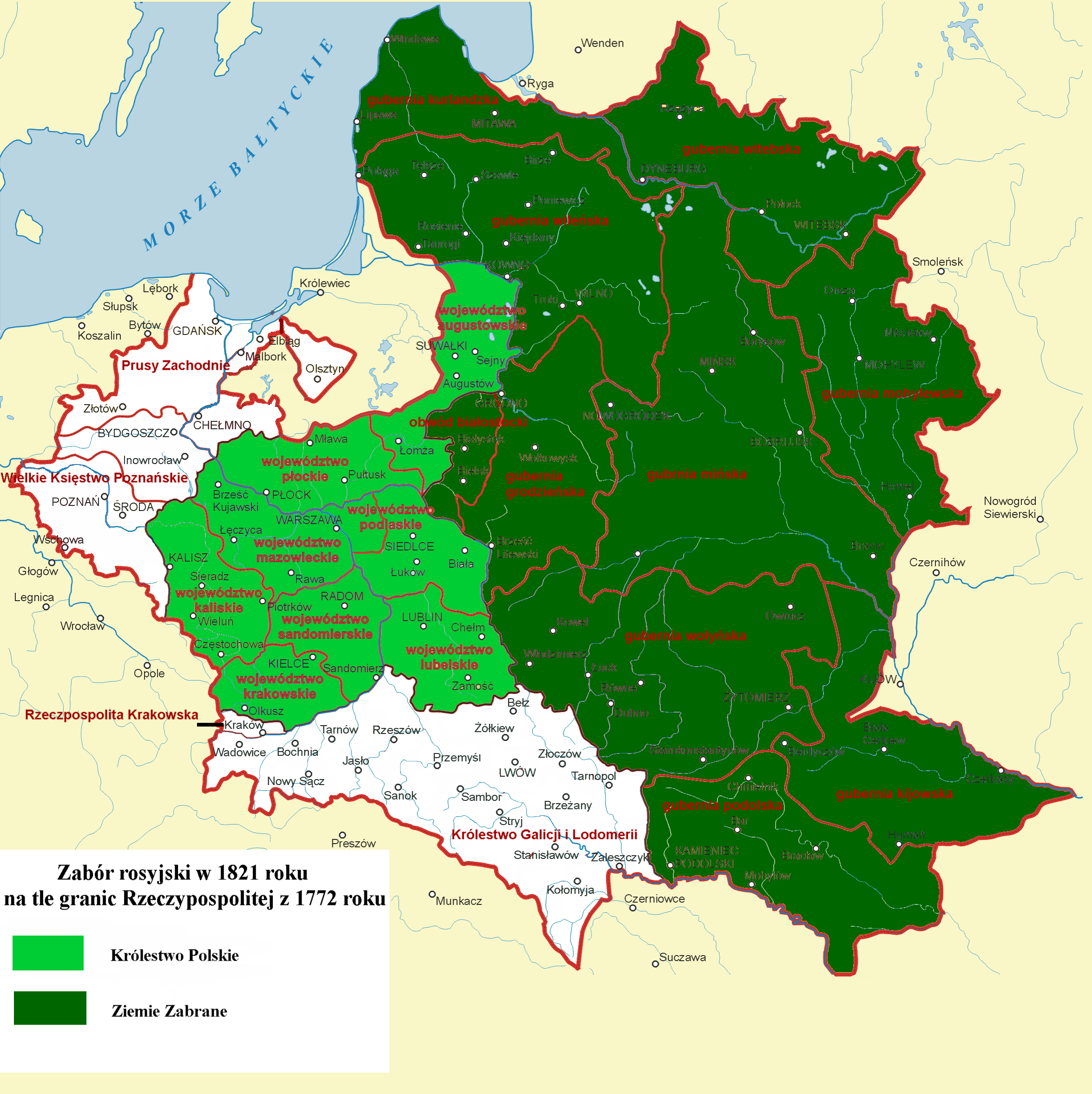
Zabór rosyjski w 1821 r.; Królestwo Polskie i ziemie zabrane na tle granic Rzeczypospolitej z 1772 r.

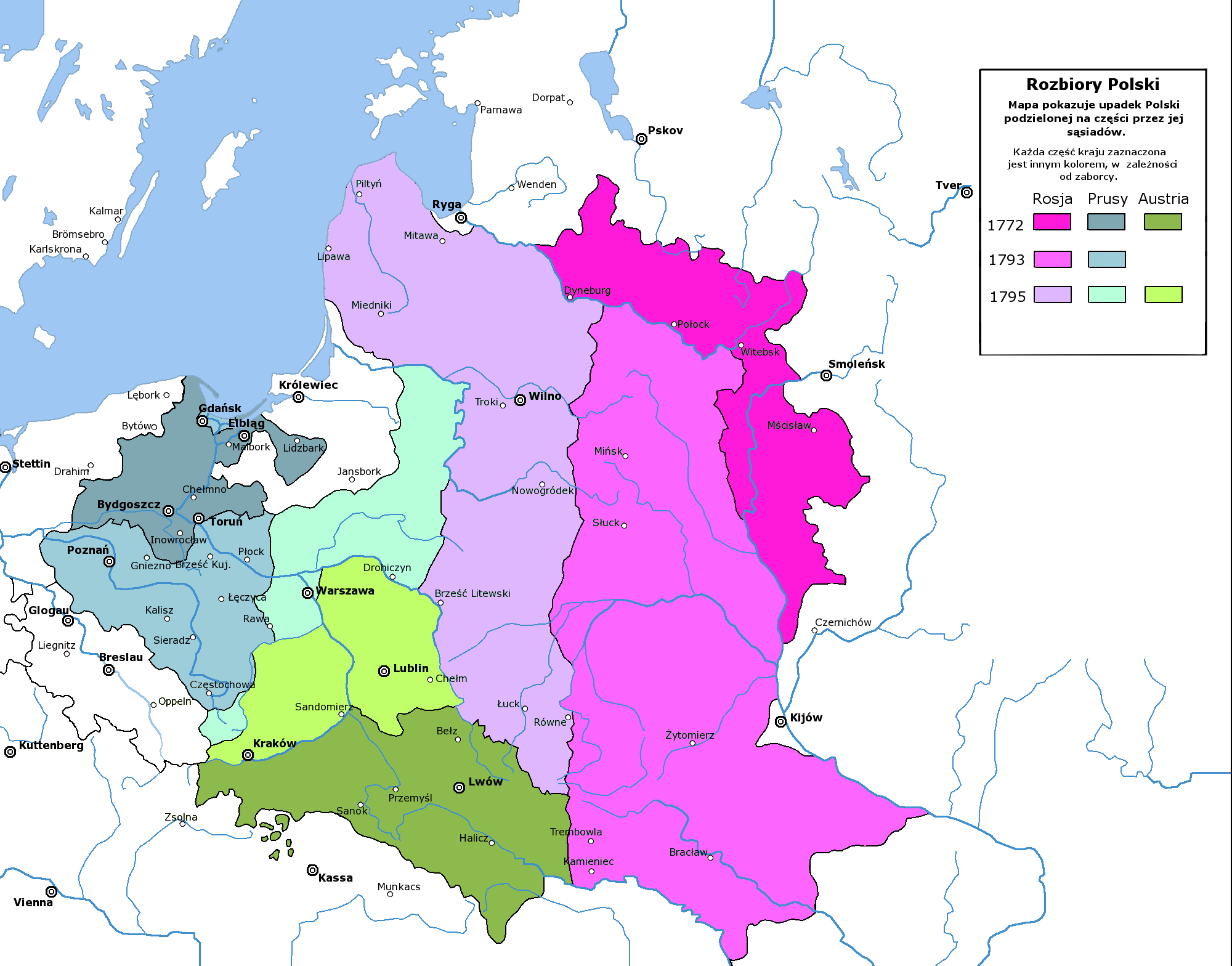
Ziemie Rzeczypospolitej po rozbiorach w latach 1795–1806

Zabór rosyjski – ziemie dawnej Rzeczypospolitej zagarnięte w wyniku rozbiorów przez Imperium Rosyjskie.
Po pokoju w Tylży (1807) i postanowień kongresu wiedeńskiego (1815); zabór obejmował ziemie zabrane i Królestwo Polskie.
Obszar ziem dawnej Rzeczypospolitej pod władzą imperatora rosyjskiego zmieniał się na przestrzeni lat od I rozbioru w 1772 r. do chwili odzyskania niepodległości przez Polskę w 1918 r. Obszary bezpośrednio przejęte przez Rosję w wyniku rozbiorów (ziemie zabrane) stały się integralną częścią Imperium, na których wprowadzono większość rosyjskich rozwiązań prawno-administracyjnych. 
W wyniku postanowień pokoju w Tylży do tych ziem dołączył obwód białostocki. Po kongresie wiedeńskim na terenach byłego Księstwa Warszawskiego (oprócz departamentów: bydgoskiego i poznańskiego) utworzono Królestwo Polskie połączone z Rosją unią personalną. Imperator Aleksander I oktrojował Konstytucję, która była zaliczana do najbardziej liberalnych w pokongresowej Europie. Jednakże swoboda obywateli pod zaborem rosyjskim zmalała, gdy w 1819 Aleksander I zniósł wolność prasy i wprowadził cenzurę prewencyjną, co było jednym z powodów wybuchu powstania listopadowego w 1830. Po upadku powstania car Mikołaj I wydał Statut Organiczny Królestwa Polskiego, którym formalnie zniósł dotychczasową Konstytucję oraz włączył Królestwo bezpośrednio do systemu rosyjskiego samodzierżawia. Niemniej, aż do powstania styczniowego zachowano niektóre lokalne instytucje podporządkowane organom centralnym (np. Rada Stanu). Królestwo zachowało też aż do odzyskania niepodległości przez Polskę swój własny system prawa cywilnego.

## I rozbiór Polski – rok 1772
W jego wyniku Rosja zajęła: polskie Inflanty, północną część województwa połockiego oraz województwa: witebskie, mścisławskie i południowo-wschodnią część mińskiego – łącznie obszar o powierzchni 84 000 km² zamieszkały przez 1,256 mln osób.

## II rozbiór Polski – rok 1793
Zagarnięte zostały ziemie na wschód od linii Druć – Pińsk – Zbrucz, tj. województwa: kijowskie, bracławskie, część podolskiego, wschodnią część wołyńskiego i brzeskiego, mińskie i część wileńskiego – łącznie obszar o powierzchni 228 600 km² zamieszkały przez 3,056 mln osób.

## III rozbiór Polski – rok 1795
Trzeci rozbiór objął ziemie na wschód od Bugu i linii Niemirów – Grodno – łącznie obszar o powierzchni 146 000 km² zamieszkały przez 1,338 mln osób. Po III rozbiorze Polska zniknęła z mapy Europy na 123 lata.

## Późniejsze zmiany
W 1807 r. zabór rosyjski objął uzyskany od Prus obwód białostocki. Na ostateczne ukształtowanie granic zaboru rosyjskiego miało wpływ utworzenie Księstwa Warszawskiego (istniało w latach 1807–1814), a po jego upadku, utworzenie w 1815 r. Królestwa Polskiego, będącego częścią Rosji.
W 1815 r. zabór rosyjski obejmował 82% terytorium dawnej Rzeczypospolitej w granicach z 1772 r., tj. ziemie litewsko-ruskie (tzw. ziemie zabrane) oraz inne ziemie rdzennie polskie. Utworzone na części terytorium zaboru Królestwo Polskie, straciło swą autonomię w wyniku powstań narodowych w 1830 r. i 1863 r.
Po I wojnie światowej i pokoju ryskim (w 1921), kończącym wojnę polsko-bolszewicką, znaczna część ziem dawnego zaboru rosyjskiego pozostała przy ZSRR bądź znalazła się w granicach Litwy i Łotwy.

## Początki zaboru
Spośród trzech zaborców to Rosja odegrała rolę decydującą, nie tylko jako sprawca (wraz z Prusami) rozbiorów, ale również ze względu na wielkość zagarniętego przez siebie obszaru. Po III rozbiorze (1795) zaanektowała ponad 60% ówczesnego terytorium Rzeczypospolitej z połową jej ludności.
W dużej mierze przyczyniła się do tego władczyni Rosji – cesarzowa Katarzyna II. Prowadząc początkowo wobec Polski politykę uzależnienia, ostatecznie przyłączyła do Rosji ziemie białoruskie, ukraińskie i litewskie należące do Rzeczypospolitej i, wraz z innymi zaborcami, wymazała z mapy jej przedrozbiorowe granice.

## Czasy ponapoleońskie
Wyprawa wojsk francuskich do Rosji w 1812 zakończyła czasy potęgi Napoleona w Europie. O dalszych losach ziem polskich radzono na kongresie wiedeńskim w 1814 i 1815. Omawiano wówczas problemy związane ze zmianami granic państwowych. Decydującą rolę podczas kongresu odegrał car Aleksander I. Zaproponował utworzenie z terenów byłego Księstwa Warszawskiego – Królestwa Polskiego (zwanego później Kongresówką). Liczyło ono 127 tysięcy km² i 3,3 miliona mieszkańców. 27 listopada 1815 car nadał Królestwu konstytucję, w której tworzeniu pomagał mu Polak – książę Adam Jerzy Czartoryski. Do jednych z najważniejszych postanowień w niej zawartych należały:
- związanie Polski z Rosją poprzez osobę cara, który był jednocześnie królem Polski
- zapewnienie wolności osobistej i majątkowej obywatelom
- rozporządzenie o posługiwaniu się językiem polskim w urzędach.

Namiestnikiem, czyli zastępcą cara na obszarze Królestwa Polskiego, został gen. Józef Zajączek. Naczelnym wodzem mianowano wielkiego księcia Konstantego, brata cara. Kongresówka nie była jednak niepodległym państwem, toteż idee narodowowyzwoleńcze pozostawały wciąż żywe. Pierwsze tajne związki zaczęto organizować w środowisku oficerskim. Z inicjatywy majora Waleriana Łukasińskiego powstało m.in. Wolnomularstwo Narodowe (1819). Dążyło ono do przyłączenia reszty terenów polskich do Królestwa Polskiego oraz do utrzymania tożsamości narodowej. Tajne stowarzyszenia tworzyły się również w środowisku młodzieżowym. Zaliczyć do nich należy organizację Panta Koina (gr. wszystko wspólne), której głównym celem było podniesienie poziomu umysłowego i moralnego młodego pokolenia.

## Powstanie listopadowe

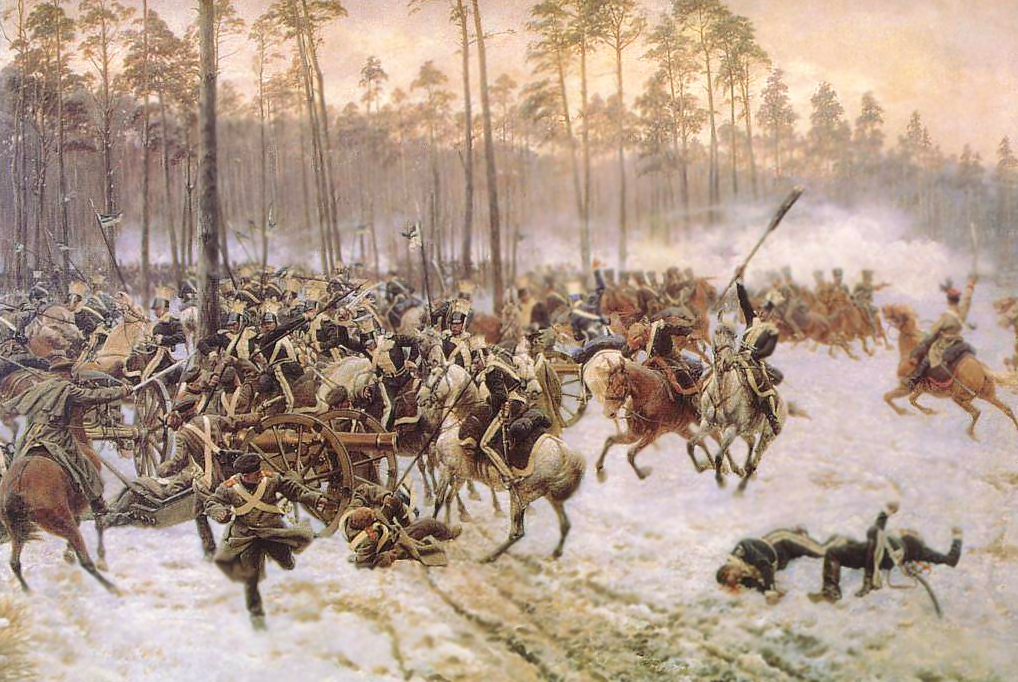
Bitwa pod Stoczkiem, obraz Jana Rosena, 1890

Pod koniec 1828 r., przy Szkole Podchorążych Piechoty w Warszawie, powstała tajna organizacja, która za zadanie postawiła sobie wywołanie powstania. Przewodził jej ppor. Piotr Wysocki. Podchorążówka dopięła celu, rozpoczynając wieczorem 29 listopada 1830 powstanie. Na rozkaz Wysockiego cywilni spiskowcy zaatakowali Belweder – siedzibę wielkiego księcia Konstantego, któremu jednak udało się zbiec. Wojskowi podążyli ulicami Warszawy pod Arsenał, gdzie zdobyli broń. Władzę w mieście objęła Rada Administracyjna, która prowadziła rozmowy pokojowe z Konstantym. Wkrótce przekształciła się w Rząd Tymczasowy. Jego członkiem był m.in. Joachim Lelewel. 5 grudnia 1830 nowy rząd powierzył gen. Józefowi Chłopickiemu funkcję dyktatora. 18 stycznia 1831 musiał podać się do dymisji, ponieważ prowadził politykę mającą na celu porozumienie z Rosją. Sejm powołał Rząd Narodowy. Jego prezesem został książę Adam Jerzy Czartoryski, zaś na czele armii stanął gen. Michał Radziwiłł. Regularne działania wojenne rozpoczęły się na początku lutego 1831. Licząca 115 tysięcy ludzi armia rosyjska pod dowództwem Iwana Dybicza wkroczyła do Królestwa, kierując się na stolicę. Wojsko polskie składało się z niewielu ponad 50 tysięcy żołnierzy. Pierwszą zwycięską potyczkę stoczono pod Stoczkiem (14 lutego), gdzie dowodził gen. Józef Dwernicki, a generalną bitwę o Olszynkę Grochowską (25 lutego 1831). Sprawujący wówczas faktyczne dowództwo gen. Józef Chłopicki został ciężko ranny. Kolejnym naczelnym wodzem mianowano gen. Jana Skrzyneckiego. Na szefa sztabu powołano natomiast gen. Ignacego Prądzyńskiego. Polskie wojska stoczyły wkrótce aż trzy zwycięskie bitwy: pod Iganiami, Wawrem i Dębem Wielkim. Skrzynecki nakazał jednak wstrzymać ofensywę i wycofał wojska.

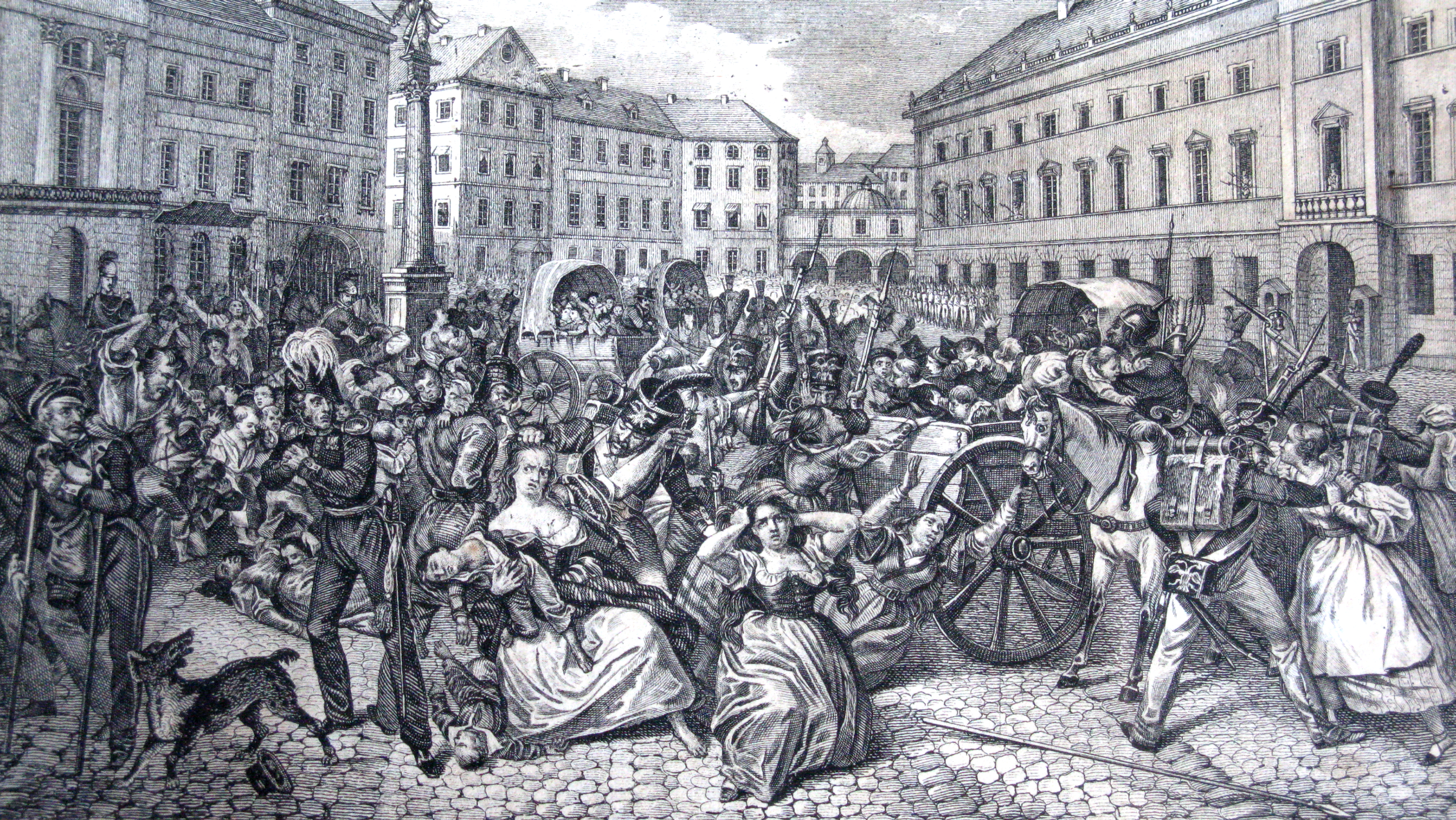
Porwanie dzieci polskich przez żołnierzy rosyjskich na Placu Zamkowym w Warszawie (1831) – celem porwania było wcielenie dzieci polskich do Armii Imperium Rosyjskiego i traktowanie ich w tej armii jako kantonistów

26 maja 1831 doszło do starcia pod Ostrołęką, w którym Polacy ponieśli duże straty i tylko odważny atak artylerii Józefa Bema pozwolił im wycofać się pod Warszawę. W czerwcu zmarł głównodowodzący wojskami rosyjskimi. Stanowisko to objął Iwan Paskiewicz. Nie udało się zmusić Rosjan do wyprowadzenia wojsk z Królestwa. Działania powstańcze na Litwie również zakończyły się niepowodzeniem. Opinia publiczna domagała się ustąpienia Skrzyneckiego, co też nastąpiło 11 sierpnia. Naczelnym wodzem mianowano gen. Henryka Dembińskiego. Zmiana ta nie zadowoliła społeczeństwa. Doszło do manifestacji ludności Warszawy. Władzę przekazano gen. Janowi Krukowieckiemu, który pełnił ją jako dyktator. Jednak pobłażliwość wobec wroga doprowadziła do jego dymisji. Po krwawych walkach wojska rosyjskie 8 września 1831 wkroczyły do Warszawy. Powstanie listopadowe upadło. Jego klęska stała się powodem emigracji około 10 tysięcy Polaków. Większość wyjeżdżających z kraju stanowiła szlachta, choć znajdowali się wśród nich także chłopi i mieszczanie. Kierowano się do Francji, Belgii, Wielkiej Brytanii, a nawet Stanów Zjednoczonych.

## Zabór rosyjski po powstaniu listopadowym
Za granicą toczono dyskusje nad przyczynami klęski powstania i metodami dalszej walki o niepodległość Polski. Doprowadziło to do rozłamu wśród emigrantów. Niesnaski przybierały formę ostrych sporów. Dochodziło do nich zwłaszcza we Francji. Jednym ze stronnictw był działający tam obóz złożony z arystokracji, skupiający się wokół księcia Adama Jerzego Czartoryskiego, z siedzibą w Hôtel Lambert. Program stronnictwa zakładał odzyskanie niepodległości na drodze powstania zbrojnego. Liczono na poparcie Wielkiej Brytanii i Francji. Dostrzegano też potrzebę zniesienia pańszczyzny i równouprawnienia zamożnego mieszczaństwa ze szlachtą. Inne poglądy głosiło Towarzystwo Demokratyczne Polskie, które powstało 17 marca 1832 również na terenie Francji. Na jego czele stanął Tadeusz Krępowiecki. Program Towarzystwa zawierał hasła walki o niepodległość w oparciu o lud i rewolucjonistów z innych krajów. Zakładał również uwłaszczenie chłopów. W Wielkiej Brytanii tworzono Gromady Ludu Polskiego (Grudziąż, Humań, Praga), które występowały przeciwko szlachcie i burżuazji.
W kraju, następstwem klęski powstania listopadowego, były liczne represje. Namiestnikiem Królestwa został Iwan Paskiewicz. Jego okrutne rządy zaznaczyły się wzniesieniem Cytadeli warszawskiej, miejsca więzienia i straceń powstańców, mimo to Polacy nie rezygnowali z dążeń niepodległościowych. Ważną rolę w działaniach konspiracyjnych odegrali m.in. Józef Zaliwski, Szymon Konarski i Piotr Ściegienny. Na początku lat 60. XIX wieku ruch narodowy przekształcił się w akcję spiskową. Była to odpowiedź Polaków na brutalne działania wojsk rosyjskich, wymierzone w pokojowe manifestacje patriotyczne.

## Powstanie styczniowe

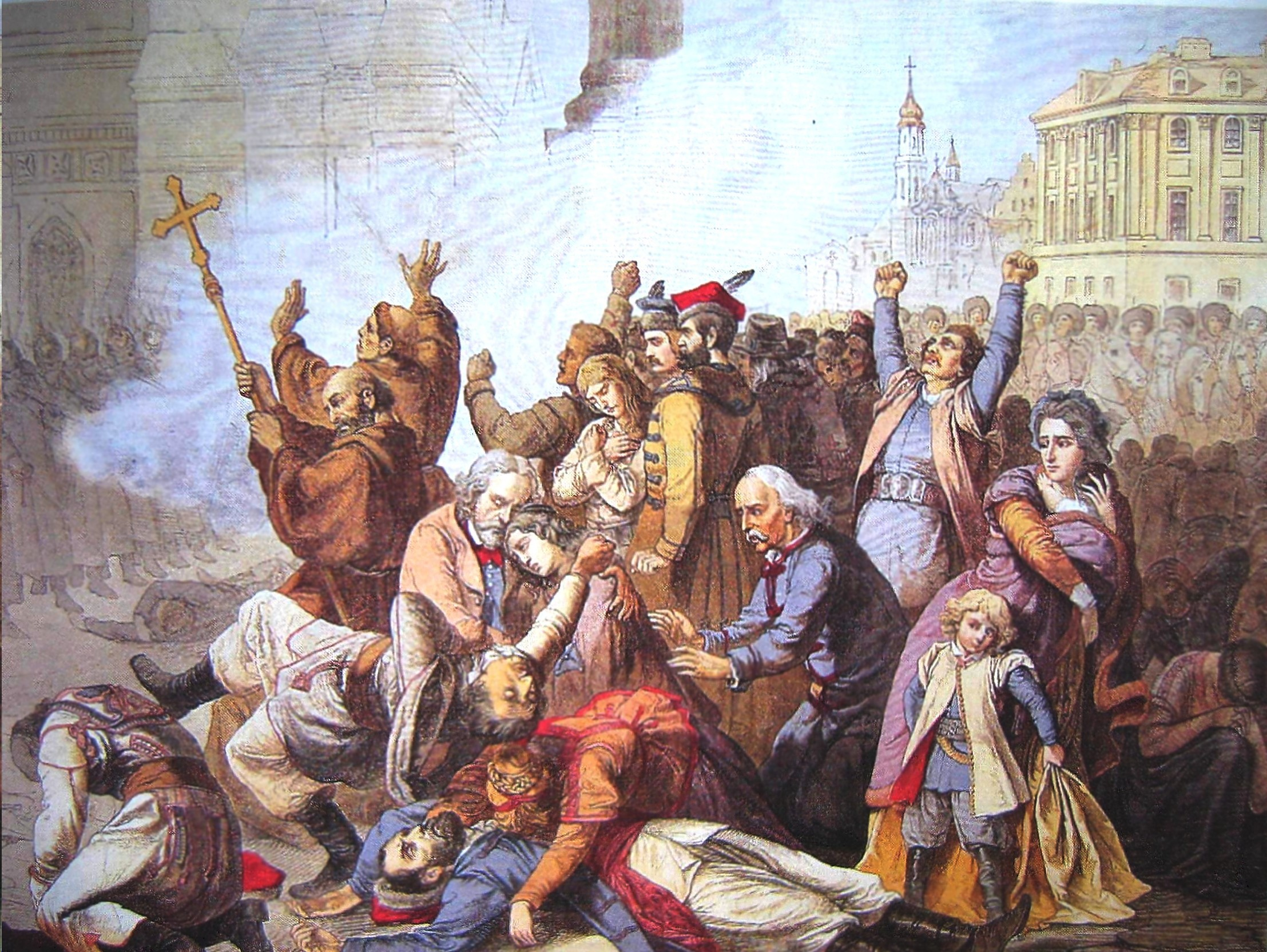
Rosyjskie wojsko otwiera ogień do bezbronnych manifestantów na placu Zamkowym, 8 kwietnia 1861 roku w czasie Masakr w Warszawie

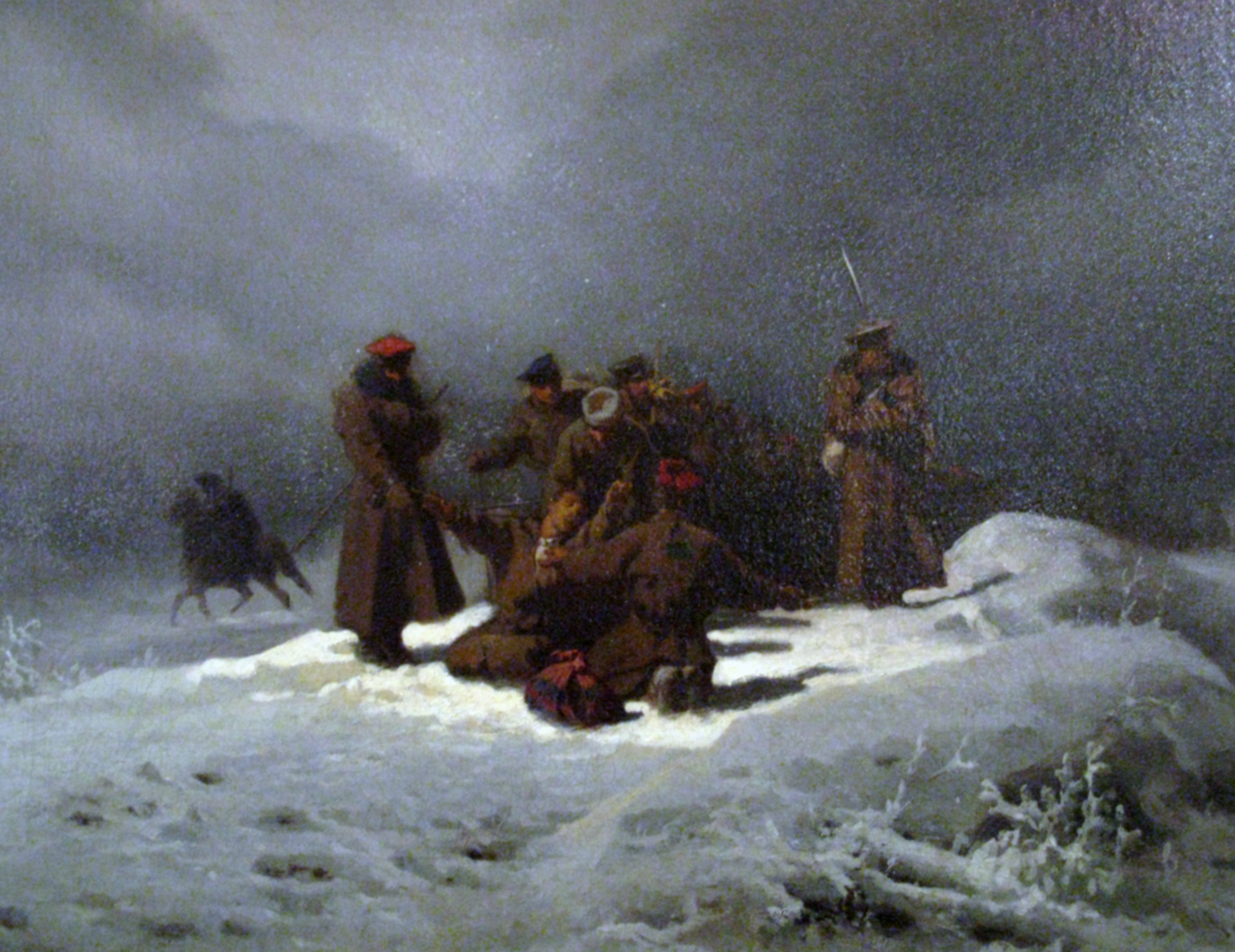
Pochód na Sybir, obraz Artura Grottgera, 1866

W Warszawie powstało stronnictwo „czerwonych”. Składało się ono z inteligencji, rzemieślników, oficerów w służbie rosyjskiej i studentów. Zwolennicy pełnej autonomii Królestwa na powołanie tej organizacji odpowiedzieli utworzeniem stronnictwa „białych”. Działalność „czerwonych”, przygotowujących powstanie, została wykryta przez władze carskie. Aby uniemożliwić rozpoczęcie zrywu, margrabia Aleksander Wielopolski, powołany przez cara na stanowisko naczelnika rządu cywilnego (zwolennik ugody z carem) zaplanował brankę (pobór młodych ludzi do wojska rosyjskiego). Na wieść o krokach podjętych przez zaborcę, przyspieszono wybuch powstania. Rozpoczęło się ono w nocy z 22 na 23 stycznia 1863. Powołano do życia Rząd Narodowy, który ogłosił manifest wzywający do walki wszystkich Polaków. Wydał też dwa dekrety zapowiadające zniesienie pańszczyzny (projekt ten nie został jednak zrealizowany). Zabrakło silnego wodza, który poprowadziłby cały naród do walki ze znienawidzonym caratem. Na tym tle toczyły się spory pomiędzy stronnictwami „białych” i „czerwonych”. Pierwszym przywódcą powstania został Stefan Bobrowski. Po nim funkcję tę pełnił Ludwik Mierosławski, a następnie Marian Langiewicz, ponownie Stefan Bobrowski i Karol Majewski. Wojna od początku miała charakter partyzancki. Stoczono około tysiąca potyczek. Do ważniejszych należy zaliczyć starcia pod Węgrowem, Małogoszczem, Miechowem i Siemiatyczami. W październiku 1863 władzę dyktatorską objął Romuald Traugutt. Wiosną następnego roku został aresztowany, a potem stracony. Ostatecznym ciosem dla powstania był ukaz uwłaszczeniowy z marca 1864. Nadając chłopom ziemię, car odciągnął ich od walki. Powstanie styczniowe było ostatnim zrywem narodowowyzwoleńczym Polaków w XIX wieku. Podobnie, jak poprzednie próby odzyskania niepodległości, zakończyło się przegraną. Tysiące Polaków wywieziono na zesłanie na Syberię, język polski usunięto ze szkół i urzędów, zlikwidowano odrębność Królestwa Polskiego, powołując na jego miejsce Kraj Nadwiślański, chociaż z samej nazwy „Królestwo Polskie” nigdy nie zrezygnowano (np. car wciąż tytułował się jako „król Polski”). Przez następne lata, na znak żałoby narodowej, spora część społeczeństwa nosiła czarne stroje, a także biżuterię z symbolami narodowymi.

## Druga połowa XIX wieku
W latach 70. XIX wieku na terenie zaboru rosyjskiego, obok stowarzyszeń wolnościowych, zaczęły powstawać organizacje socjalistyczne. Jednym z ich działaczy był Ludwik Waryński – założyciel partii Wielki Proletariat (1882). W 1892 socjaliści z zaboru rosyjskiego, których większość przebywała na emigracji, uchwalili w Paryżu szkic programu Polskiej Partii Socjalistycznej. W 1893 na czoło przywódców PPS wysunął się Józef Piłsudski. W 1906 doszło do podziału tej partii na PPS – Frakcję Rewolucyjną skupiającą zwolenników walki narodowowyzwoleńczej (działał tu Piłsudski) i PPS – Lewicę opowiadającą się przede wszystkim za rewolucją. W 1893 powstała Socjaldemokracja Królestwa Polskiego (później Socjaldemokracja Królestwa Polskiego i Litwy). Głosiła ona jedność międzynarodowego ruchu robotniczego.
W 1905 r. wybuchły w Rosji strajki, które zapoczątkowały rewolucję także na ziemiach polskich objętych zaborem rosyjskim. Trwała ona do 1907 r., przynosząc robotnikom poprawę ich sytuacji materialnej. Dała także możliwość tworzenia organizacji związkowych. Język polski powrócił do urzędów i części szkół.

## Największe miasta w zaborze rosyjskim
Lista największych miast zaboru rosyjskiego w 1897 r. według danych ze spisu powszechnego oraz ich późniejsza przynależność państwowa:
|     | miasto                  | populacja | gubernia    | województwo (w 1771) | rok przyłączenia do Rosji | 1930 | 2014     |
| --- | ----------------------- | --------- | ----------- | -------------------- | ------------------------- | ---- | -------- |
| 1.  | Warszawa                | 683 692   | warszawska  | mazowieckie          | 1815/1831                 |      | Polska   |
| 2.  | Łódź                    | 314 020   | piotrkowska | łęczyckie            | 1815/1831                 |      | Polska   |
| 3.  | Wilno                   | 154 532   | wileńska    | wileńskie            | 1795                      |      | Litwa    |
| 4.  | Mińsk                   | 90 912    | mińska      | mińskie              | 1793                      |      | Białoruś |
| 5.  | Kowno                   | 70 920    | kowieńska   | trockie              | 1795                      |      | Litwa    |
| 6.  | Dźwińsk (pol. Dyneburg) | 69 675    | witebska    | inflanckie           | 1772                      |      | Łotwa    |
| 7.  | Białystok               | 66 032    | grodzieńska | podlaskie            | 1807                      |      | Polska   |
| 8.  | Żytomierz               | 65 895    | wołyńska    | kijowskie            | 1793                      |      | Ukraina  |
| 9.  | Witebsk                 | 65 871    | witebska    | witebskie            | 1772                      |      | Białoruś |
| 10. | Lipawa                  | 64 489    | kurlandzka  | Ks. Kurlandii        | 1795                      |      | Łotwa    |
| 11. | Berdyczów               | 53 351    | kijowska    | kijowskie            | 1793                      |      | Ukraina  |
| 12. | Lublin                  | 50 385    | lubelska    | lubelskie            | 1815/1831                 |      | Polska   |
| 13. | Grodno                  | 46 919    | grodzieńska | trockie              | 1795                      |      | Białoruś |
| 14. | Brześć                  | 46 568    | grodzieńska | brzeskolitewskie     | 1795                      |      | Białoruś |
| 15. | Częstochowa             | 45 045    | piotrkowska | krakowskie           | 1815/1831                 |      | Polska   |
| 16. | Mohylew                 | 43 119    | mohylewska  | mścisławskie         | 1772                      |      | Białoruś |
| 17. | Homel                   | 36 775    | mohylewska  | mińskie              | 1772                      |      | Białoruś |
| 18. | Kamieniec Podolski      | 35 934    | podolska    | podolskie            | 1793                      |      | Ukraina  |
| 19. | Mitawa                  | 35 131    | kurlandzka  | Ks. Kurlandii        | 1795                      |      | Łotwa    |
| 20. | Bobrujsk                | 34 336    | mińska      | mińskie              | 1793                      |      | Białoruś |
| 21. | Piotrków                | 31 182    | piotrkowska | sieradzkie           | 1815/1831                 |      | Polska   |
| 22. | Humań                   | 31 016    | kijowska    | bracławskie          | 1793                      |      | Ukraina  |
| 23. | Winnica                 | 30 563    | podolska    | bracławskie          | 1793                      |      | Ukraina  |
| 24. | Radom                   | 29 896    | radomska    | sandomierskie        | 1815/1831                 |      | Polska   |
| 25. | Czerkasy                | 29 600    | kijowska    | kijowskie            | 1793                      |      | Ukraina  |
| 26. | Pińsk                   | 28 368    | mińska      | brzeskolitewskie     | 1793                      |      | Białoruś |
| 27. | Płock                   | 26 966    | płocka      | płockie              | 1815/1831                 |      | Polska   |
| 28. | Pabianice               | 26 765    | piotrkowska | sieradzkie           | 1815/1831                 |      | Polska   |
| 29. | Siedlce                 | 26 234    | siedlecka   | lubelskie            | 1815/1831                 |      | Polska   |
| 30. | Łomża                   | 26 093    | łomżyńska   | mazowieckie          | 1815/1831                 |      | Polska   |

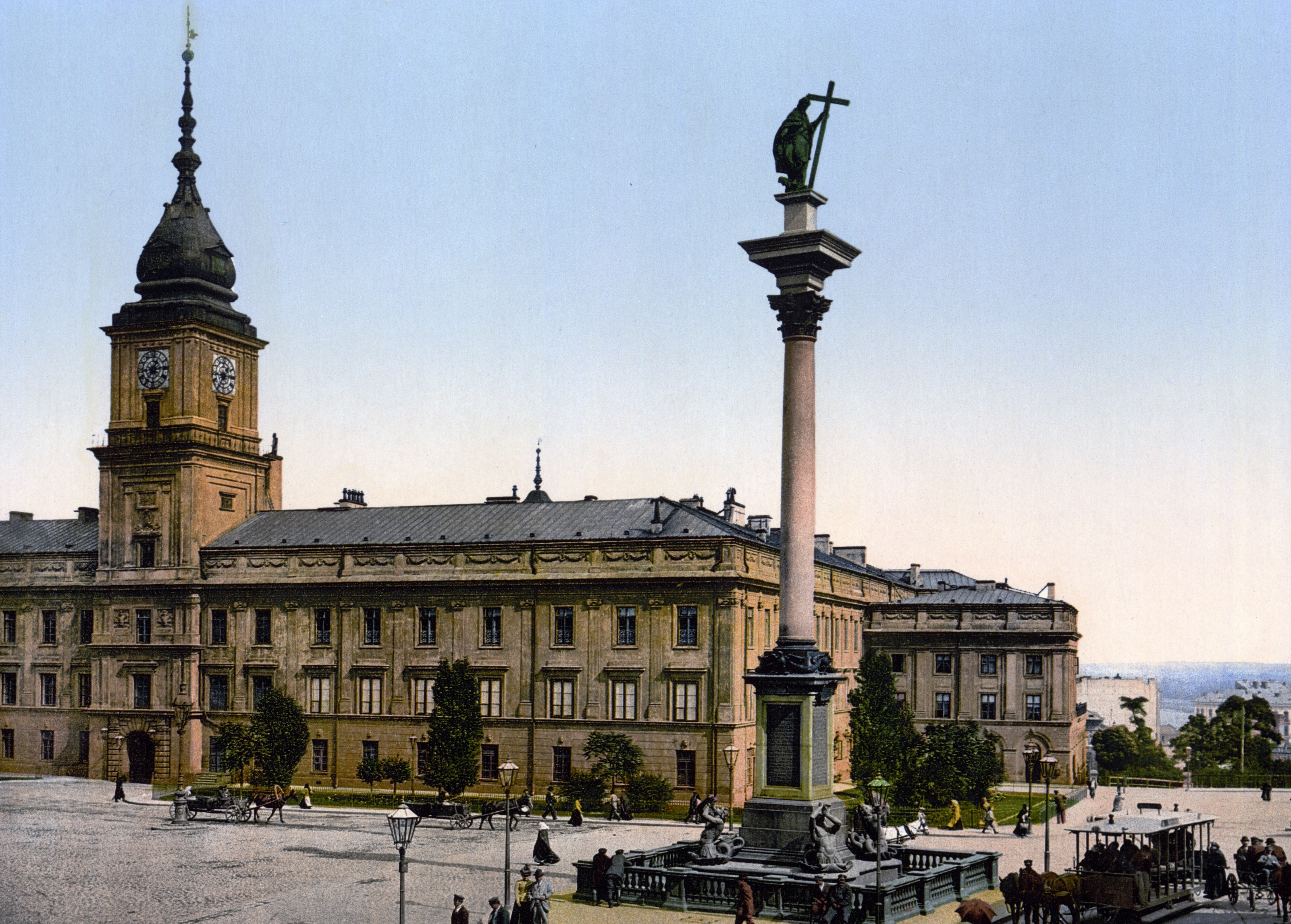
Warszawa, ok. 1900
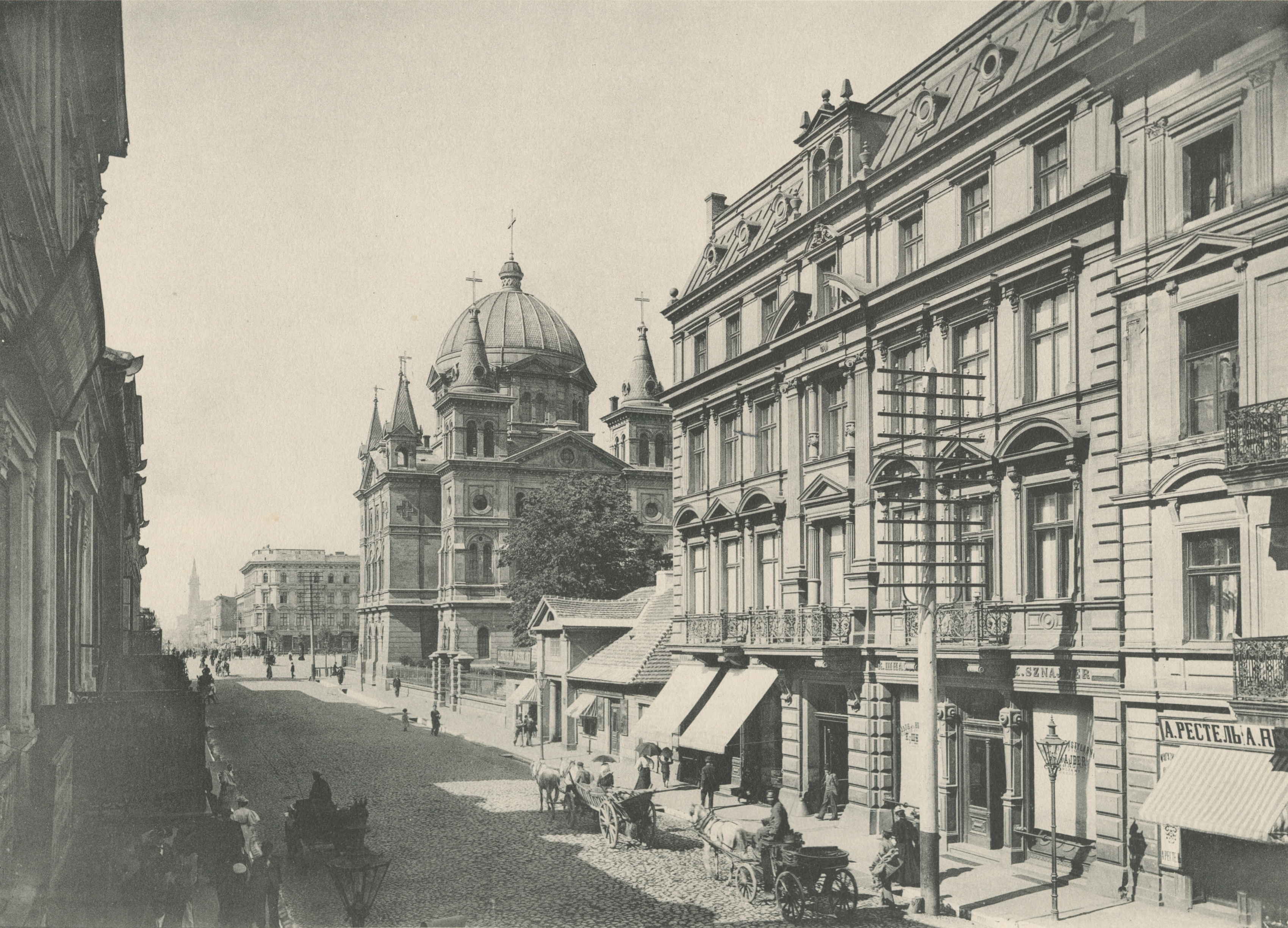
Łódź, ok. 1896
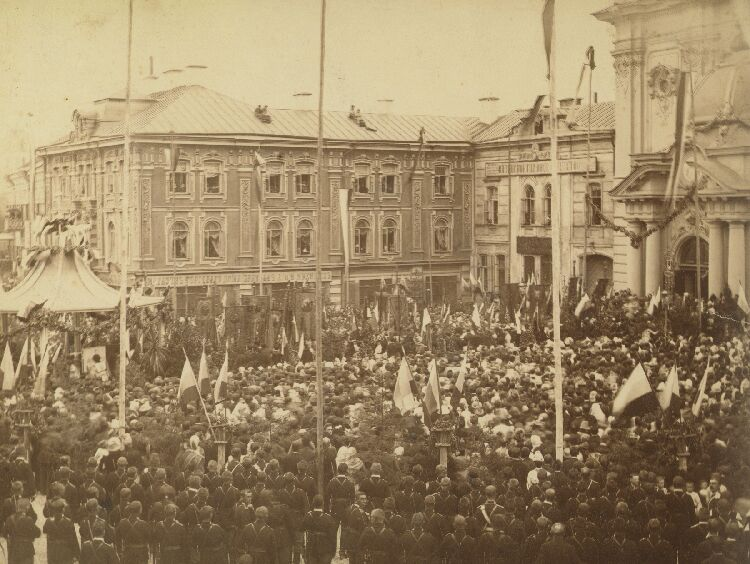
Wilno, 1888